# Slag bij Beth Horon
De Slag bij Beth Horon in 66 na Chr., waarbij 6000 Romeinse soldaten het leven lieten, zal de belangrijkste aanleiding zijn voor de Joodse Oorlog (66-70)

## Achtergrond
Na de dood van Herodes Agrippa I in 44 na Chr. werd Judea bestuurd door een procurator. Judea zelf was een onderdeel van de Romeinse provincie Syria. Procurator Gessius Florus had van keizer Nero de opdracht om geld te vinden voor de heropbouw van de stad Rome na de grote brand van 64. De diefstal van een partij zilver uit de Joodse tempel was de druppel, de joden kwamen in opstand. Gessius Florus kreeg de situatie niet onder controle en riep de hulp in van de gouverneur van Syria Gaius Cestius Gallus.

## Verloop
Samen met de Legio XII Fulminata rukte Gaius Cestius Gallus op naar Jeruzalem, maar verder dan de Tempelberg geraakte hij niet. Gallus vatte het plan op zich terug te trekken tot aan de kust en te wachten op versterking. Ter hoogte van de bergpas Beth Horon liep het Romeinse leger in de val, 6000 soldaten lieten het leven.

## Vervolg
Overmoedig riepen de joden de onafhankelijkheid uit. De kiem van de Joodse Oorlog was gezaaid. In 70 werd de Joodse tempel met de grond gelijk gemaakt.